# NGC 2735
NGC 2735 este o intermediate spiral galaxy⁠(d) situată în constelația Racul. A fost descoperită în 26 februarie 1878 de către Édouard Stephan⁠(d). Se află la o distanță de 54,7 de megaparseci de Pământ.